# Lourdeskapelle (Escherndorf)

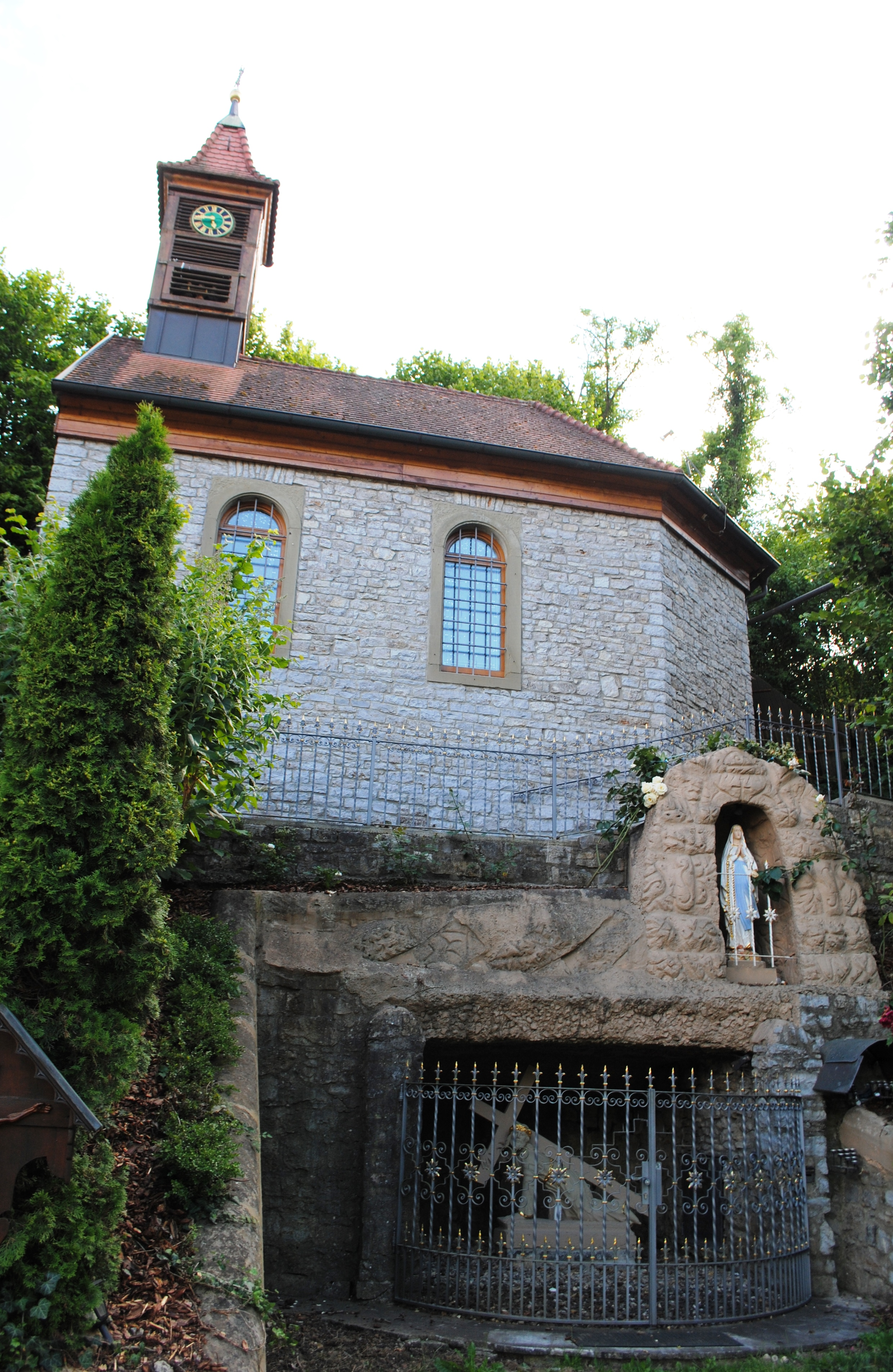
Die Kapelle und die Grotte mit der Madonnenstatue

Die Lourdeskapelle in Escherndorf ist ein der heiligen Madonna von Lourdes geweihtes Kirchengebäude. Sie liegt auf einem Hügel nahe dem Volkacher Ortsteil in Unterfranken.

## Geschichte
Die Verehrung der Madonna von Lourdes ist im Volkacher Raum erstmals im Jahr 1887 nachgewiesen. Einige Franziskanerinnen des Klosters St. Maria hatten von ihrer Pilgerreise eine Marienfigur mitgebracht, die in einer Grotte auf dem Klostergelände aufgestellt wurde. Diese Stätte war allerdings lediglich für die Klosterschwestern gedacht und sollte zunächst nicht der Marienverehrung durch andere Gläubige dienen.
In Escherndorf plante im Jahr 1891 Jakob Neubauer die Errichtung einer Lourdeskapelle. Er war gerade aus Frankreich zurückgekehrt und erwartete einen großen Pilgeransturm auf die neue Kapelle. Am 1. Januar 1892 wurde sein Baugesuch vom Bürgermeister der Gemeinde angenommen, der Ortspfarrer hegte aber Bedenken: Die Kapelle sollte keine Kosten für den Ort bringen. Außerdem sollte sie während des regulären Gottesdienstes geschlossen bleiben.
Noch im selben Jahr wurde das Kirchlein errichtet. Neubauer plante, die Kosten durch den Verkauf von Devotionalien und Spenden der Pilger zu decken. Als die erwarteten Pilgerscharen ausblieben, kaufte im 20. Jahrhundert der Weingutsbesitzer Paul Sauer die Kapelle und richtete in ihr eine Hochzeitskapelle ein. Beim Umbau wurde die ursprüngliche Kirche stark überformt und ein kartografiertes Biotop zerstört. Kapelle und Grotte sind als Baudenkmal eingeordnet.

## Architektur und Ausstattung
Die Kapelle präsentiert sich als kleiner Saalbau mit Satteldach. Ein polygonaler Chor läuft in einem Walmdach aus. Sie ist nicht geostet, sondern wurde nach Nordwesten ausgerichtet. Im Südosten befindet sich ein aufgesetzter, hölzerner Dachreiter mit großen Schallluken. Ein Rundbogenportal leitet ins Innere über. Für die Durchlichtung wurden auf beiden Seiten jeweils zwei Rundbogenfenster angebracht. Die Kirche besteht aus Bruchsteinmauerwerk, dem ein hölzerner Giebel aufgesetzt wurde.
Im Südwesten der Kapelle befindet sich die eigentliche Lourdesgrotte. In einer Steinnische steht eine Figur der Madonna von Lourdes. In einer größeren Grotte daneben hat man einen kreuztragenden Christus des 18. Jahrhunderts aufgestellt. Auch der Aufgang zur Kapelle ist mit einer solchen Darstellung geschmückt. Eine Inschrift belegt die Renovierung im Jahr 2004.